# アイルランド文学博物館
アイルランド文学博物館（アイルランドぶんがくはくぶつかん、英語: Museum of Literature Ireland、アイルランド語: Músaem Litríochta na hÉireann）、通称MoLIはアイルランドのダブリンにある文学館である。2019年9月に開館した。MoLIという通称はジェイムズ・ジョイスの『ユリシーズ』に登場するモリー・ブルームにかけた名称である。アイルランド文学博物館はアイルランド国立図書館及びユニバーシティ・カレッジ・ダブリン (UCD) のパートナーシップによって運営されている。セント・スティーブンス・グリーンにあるUCDのニューマン・ハウスに入っている。作家自身が所有していた『ユリシーズ』の「1号コピー」をはじめとするジェイムズ・ジョイス関連史料コレクションを所蔵している他、アイルランド文学に関するイマーシブ展示などがある。

## 来歴
セント・スティーブンス・グリーンにあるニューマン・ハウスに文学館を作るというアイディアはユニバーシティ・カレッジ・ダブリンの出納長及び資本発展担当副学長であるイーモン・ケントとアイルランド国立図書館関係者がグラフトン・ストリートのビューリーズ・カフェで話したことから始まった。当初はジェイムズ・ジョイス専門の資料館になる予定であった。このプロジェクトはマーティン・ノートン夫妻などの寄付を受けた他、フォールチャ・アイルランドから250万ユーロの支援を受けることになった。プロジェクトはジョイスだけではなく、アイルランド文学一般を対象とすることになった。対象を拡大したプロジェクトを命名するにあたり、ジョイスとのつながりを強調することが重要視されたため、『ユリシーズ』の登場人物であるモリー・ブルームに敬意を表して「モリー」と発音するMoLI (Museom of Literature Ireland) という頭字語が使われることになった。
博物館の改築プロジェクトは2012年に始まった。展示のデザインはRalph Appelbaum Associatesが、建築設計はスコット・タロン・ウォーカーがつとめた。オーディオ資料の充実やインラタクティブ展示を重視したデザインとなった。主な工事として行われたのはニューマン・ハウスの中央階段やエレベータ、近代的な火災避難装置の設置などであった。初代ディレクターはリトル・ミュージアム・オブ・ダブリンの創設チームメンバーであったサイモン・オコナーがつとめることになった。
当初の予定では2019年春に開館することになっていた。2019年9月20日のカルチャーナイトに開館イベントが行われた。翌21日に一般公開となった。通常は入館料がかかる。開館後の6ヶ月間で4万人近い入場者を迎えた。

## 展示
ニューマン・ハウスはふたつのジョージアン様式の家と、もともと大学が使っていたグレートホール (Aula Max) からなる複合施設で、この全てのスペースが新しく追加整備を行ったのちに博物館として使用されることになった。3階に分けて展示があり、1階は「場所」(place)、2階は「声」 (voice)、3階は「インスピレーション」(inspiration) がテーマになっており、イマーシブな形態の展示を行っている。
展示はアイルランド国立図書館とユニバーシティ・カレッジ・ダブリン図書館のコレクションからなっている。メイン展示のひとつは『ユリシーズ』の「1号コピー」であり、これにはパトロンであるハリエット・ウィーバーにあてた献辞がある。ジョイスの『フィネガンズ・ウェイク』にちなんだ "Riverrun of Language" という展示では、来館者が動くとそれに合わせて「話し言葉が降り注ぐ」ようになっている。  

### 特設展
開館時にはアイルランドの女性作家の特設展や、一般フィクション、サイエンス・フィクション、ファンタジーなどを含むヤングアダルトフィクションの特設展なども行われた。
2023年3月にはブレンダン・ビーアン生誕100周年を記念し、アイルランド文学博物館と小説家パトリック・マッケイブの協力で "The Holy Hour" というビーアンの生涯と作品を再構成するオーディオビジュアルインスタレーションが設置された。

## 運営
博物館の建物はUCDが所有しており、UCDとアイルランド国立図書館の共同事業として運営されている。UCDカンパニー、ニューマン・ハウス文学センター、CLGが運営しており、UCDから4名、国立図書館から2名、UCDが任命する部外者の議長という全員無給の7名の委員からなる委員会が作られている。

## 教育
開館前から、専門家向けの研究図書館としての機能及び大人と学童両方向けのアウトリーチプログラムができる教育施設としての機能を有する前提で作られた。
開館時からデジタルラジオ局であるRadioMoLIを運営しており、専用の放送室も作られた。YouTubeの短編映像なども制作している。

## 庭園と付属施設
一般向けの付属施設が地下に、事務局が非公開の3階にある。博物館に付属するリーダーズ・ガーデン（読者の庭）は公園であるアイヴァ庭園からも入ることができ、カフェの中庭側のスペースや読書スペースなどがある。ミュージアムカフェであるザ・コモンズは地下にあり、通りとアイヴァ庭園からアクセス可能である。ミュージアムショップは地下の内部にある。

## 評価
設計が『クリエイティヴ・レビュー』誌で特別賞として言及された。2020年にインテリアデザインMUSE設計賞を受賞している。同年にヨーロッパ建築・芸術・設計・都市研究センター環境グッドデザイン賞も受賞した。建物の再活用はアイルランド王立建築インスティテュートのパブリックチョイス賞候補となった。
ルーカス・マクマナスによってアイルランド文学博物館の設計、建物、開館に関するドキュメンタリー Making a Museum: The Story of MoLI が作られ、2020年のブルームの日にアイルランド放送協会によりテレビ放送された。